# 莱维尔
莱维尔是葡萄牙波尔图区的一个堂区。总面积6.88平方公里，总人口3033人，人口密度440.8人/平方公里。